# Paracaesio xanthura
Paracaesio xanthura är en fiskart som först beskrevs av Bleeker, 1869.  Paracaesio xanthura ingår i släktet Paracaesio och familjen Lutjanidae. Inga underarter finns listade i Catalogue of Life.